# قناة ديزني (إسرائيل)
قناة ديزني (بالعبرية: ערוץ דיסני‏) هي قناة تلفزيونية إسرائيلية مخصصة للأطفال والمراهقين مملوكة لديزني إنترناشيونال أوبيرايشنز وتبث للجمهور الإسرائيلي. كانت تعرف سابقًا باسم فوكس كيدز وجيتكس . تم إطلاقها في 9 سبتمبر 2009.  

## تاريخ القناة
بدأت فوكس كيدز بثها في إسرائيل في شباط (فبراير) 2001 ،  وبثت برامج الرسوم المتحركة الموجهة للأطفال. تم تغيير اسم فوكس كيدز لاحقًا إلى جيتكس في مارس 2005.  في 9 سبتمبر 2009 ، تم استبدال شعار جيتكس بشعار قناة ديزني.   قامت قناة ديزني ببث البرامج التلفزيونية التي تخص الكبار بشكل رسمي من نظيرتها الأمريكية ، بالإضافة إلى البرامج التي يتم إنتاجها محليا مثل Balagan . في عام 2011 ، تم إطلاق القناة الشقيقة ديزني جونيور عبر ياس ،  ولاحقًا على هوت في 27 نوفمبر 2013.

## البرمجة الحالية

### لايف أكشن
| عنوان                  | العنوان العبري          | تاريخ العرض الأول | الموسم الحالي | مصادر) |
| ---------------------- | ----------------------- | ----------------- | ------------- | ------ |
| ملؤه الهراء            | קיקיוואקה: מחנה קיץ     | 2015 ديسمبر 2     | 6             | —      |
| منزل ريفن              | הבית של רייבן           | 2017 أكتوبر 30    | 5             | [ 8 ]  |
| أسرار ينابيع الكبريت   | הסודות של סאלפר ספרינגס | 2021 مارس 4       | 3 (قريبًا)     |        |
| منظر الأوغاد في الوادي | اسم الملف               | 2022 أغسطس 31     | 1             |        |

| عنوان                                   | العنوان العبري              | تاريخ العرض الأول | الموسم الحالي | مصادر) |
| --------------------------------------- | --------------------------- | ----------------- | ------------- | ------ |
| ميراكيلوسمغامرات الدعوسوقة والقط الأسود | המופלאה: הרפתקאות ליידי באג | 13 مارس 2016      | 4             | [ 9 ]  |
| عائلة جرين في المدينة الكبيرة           | הגרינים בעיר הגדולה         | 14 أكتوبر 2018    | 3             |        |
| بيت البومة                              | בית הינשוף                  | 1 يوليو 2020      | 3             |        |
| جوست فورس                               | גוסט פורס                   | 25 يوليو 2021     | 2 (قريبًا)     |        |
| الشبح ومولي ماكجي                       | הרוח ומולי מגי              | 19 ديسمبر 2021    | 2 (قريبًا)     |        |
| اليتي الأصفر الذي لا يمكن إيقافه        | יטי צהוב ובלתי ניתן לעצירה  | 11 سبتمبر 2022    | 1             |        |
| الهامستر وجريتيل                        | גרטל והאוגר                 | 6 فبراير 2023     | 1             |        |
| تشيب آند ديل: بارك لايف                 | צ'יפ ודייל: החיים בפארק     | 12 مارس 2023      | 1             |        |
| فتاة القمر وديناصور الشيطان             | מון גירל ושדינוזאור         | 19 مارس 2023      | 1             |        |

### منديزني جونيور
- أبطال بلباس النوم (8 يناير 2016 - حتى الآن)
- Gigantosaurus (2019 إلى الوقت الحاضر)
- المدربين (6 سبتمبر 2019 - حتى الآن)
- بلووي (13 ديسمبر 2020 - حتى الآن)
- منزل ميكي ماوس (14 نوفمبر 2021 - حتى الآن)
- سبيدي وأصدقاؤه المذهلون (28 نوفمبر 2021 إلى الوقت الحاضر)
- فرقة الدجاج (22 مايو 2022 - حتى الآن)
- مخبز Alice's Wonderland (3 يوليو 2022 - الآن)
- يوريكا! (4 سبتمبر 2022 - الآن)
- Firebuds (20 نوفمبر 2022 - الآن)

## البرمجة السابقة

### فوكس كيدز

#### المنتجات الأصلية
- بالاجان (برنامج إسرائيلي)
- كومي كومي (برنامج إسرائيلي)
- غور وأوتش (برنامج إسرائيلي)

## روابط خارجية
- قناة ديزني إسرائيل باللغة العبرية